# JR貨物ZD19B形コンテナ
JR貨物ZD19B形コンテナ（JRかもつZD19Bがたコンテナ）は、日本貨物鉄道（JR貨物）が保有する12ftコンテナである。19B形もしくはV19B形を改造され作成されている。

## 構造
両側扉二方開きで、元の19B形、V19B形と寸法は同一。死重積載専用で、機関車の性能確認用などに使用される。元の19B形の番号の先頭にZDと記入された以外変化ない。ただし、V19B形から改造された個体は、先頭のVを消している。

## 現状
19B形から改造された個体は、2019年（令和元年）7月以降、ZD19D形30000番台によって置き換えが進んでいる。